# 대니얼 코스그로브
대니얼 코스그로브(Daniel Cosgrove, 1970년 12월 16일 ~ )는 미국의 배우이다.

## 출연 작품
- 발렌타인